# 小林正旗
小林 正旗（こばやし まさき、1992年7月18日 - ）は、元ラグビーユニオン選手。

## 来歴
2011年、伏見工業高校卒業後、関西大学に入学する。
2012年、U20日本代表に選ばれた。
2010年、関西大学ラグビー部の副将に就任した。
2015年、関西大学卒業後、NTTドコモレッドハリケーンズ(現・NTTドコモレッドハリケーンズ大阪)に加入。
2017年8月18日に行われたジャパンラグビートップリーグ第1節の神戸製鋼コベルコスティーラーズ戦に先発出場で日本での公式戦初出場を果たす。
2025年5月、レッドハリケーンズ大阪を退団し、選手引退した。